# Porrajmos
(Karl Stojka)
Porajmos o Porrajmos (pronuncia italiana: poràimos; in romaní: [pʰoɽai̯ˈmos]; traducibile come "grande divoramento" o "devastazione") è il termine con cui da diversi decenni viene indicato lo sterminio delle popolazioni romaní (Rom, Sinti, Manush, Kalé e altre con diverse autodenominazioni) perpetrato da parte della Germania nazista e dai paesi dell'Asse durante la seconda guerra mondiale. Si stima che tale eccidio provocò la morte di 500 000 di essi.
Il termine, diffuso inizialmente dal linguista inglese Ian Hancock, uno dei massimi studiosi del genocidio, oggi viene anche messo in discussione dalle stesse comunità romanì, perché da molti considerato inadeguato. Viene sempre più utilizzato il termine Samudaripen (Samudaripen = sa+mudaripen = tutti+uccisione = uccisione di tutti = sterminio, genocidio) ritenuto più appropriato.

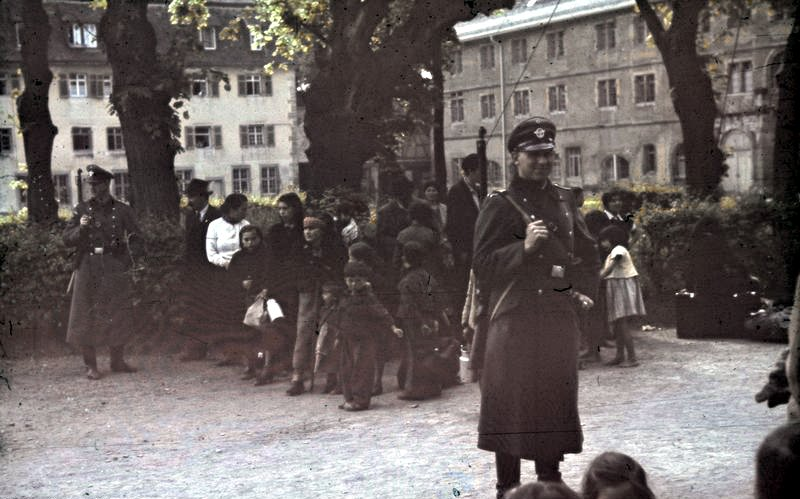
Asperg, 22 aprile 1940: gruppo di zingari rastrellato per essere deportato

## Le origini storiche della discriminazione
In Germania, e nel resto dell'Europa, la popolazione zingara fu vista con diffidenza sin dal Medioevo. i Romanì, essendo un popolo nomade, si mostravano diversi dalle altre popolazioni per usi e costumi. Furono accusati di stregoneria, e durante il Sacro Romano Impero di essere spie al servizio dei turchi. Con la Riforma protestante fu severamente vietato l'accattonaggio, una delle attività principali dei Romanì, che giudicati come mendicanti, per di più stranieri, non erano accolti dalle parrocchie. Alcuni di questi reati erano talvolta puniti con la pena di morte.

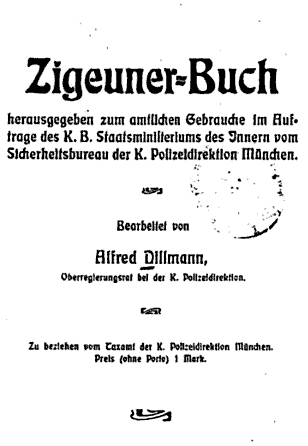
Lo Zigeuner-Buch, 1905

Nel XVII secolo, in seguito alla guerra dei trent'anni, i Paesi dilaniati dal conflitto, e soprattutto la Germania, furono travolti da un'ondata di brigantaggio che vide come protagonisti numerosi gruppi di zingari spinti dalla fame. Così i principi tedeschi emanarono una serie di leggi contro di loro per fermarne le scorribande. Durante il 1700 vennero promulgate molte norme contro il vagabondaggio, il nomadismo, e in generale verso le attività zingare da parte di figure quali Augusto I di Sassonia e Adolfo Federico IV di Meclemburgo-Strelitz.
Con l'Illuminismo la situazione migliorò sensibilmente e molte di queste leggi furono attenuate. Si trasformarono in forme di controllo e sorveglianza, mirate all'identificazione degli individui presenti nei vari Paesi. Durante la Repubblica di Weimar i Romanì iniziarono a essere controllati da speciali corpi di polizia che garantivano l'ordine pubblico, imponendo documenti di identificazione e permessi per sostare in luoghi predisposti rispettando il numero di persone e carovane che erano consentite. Tutti gli zingari presenti sul territorio tedesco vennero schedati e iscritti nel cosiddetto Zigeuner-Buch già dal 1905
.
In Italia l'epurazione del territorio dai Romanì venne trattata già prima dello scoppio della guerra in una circolare dell'8 agosto del 1926, dove si ordinava di respingere qualsiasi carovana priva di documenti e di segnalare quelle che non rispettavano i limiti di tempo e di itinerario fissati dalle autorità.
In tutta l'Europa «si è costruito lo stereotipo dello zingaro criminale incallito e irrecuperabile, negando l'identità a quel popolo e disconoscendo l'esistenza di una lingua e di una cultura Rom e di una loro struttura sociale. Non vi è stato scambio culturale con le popolazioni europee ospitanti, come viceversa accade quando due popoli, con culture differenti, vengono a contatto. Verso i Rom, la risposta delle popolazioni ospitanti è stata di tipo normativo, quasi sempre repressivo, allo scopo di evitarne la presenza sul territorio nazionale o di normalizzarla, attraverso l'assimilazione».

## I popoli romanì nel Reich
(Robert Ritter, direttore del Centro Ricerche per l'Igiene e la Razza - Berlino)
(Eva Justin, assistente particolare di Robert Ritter)
Nel 1933, anno in cui Adolf Hitler divenne Cancelliere, il numero di romanì nel Reich, che vivevano in gruppi itineranti in tutta la Germania, ammontava a circa 25 000 individui. Questa loro natura non sedentaria fu uno dei motivi per cui la società tedesca iniziò a vedere i Romanì come razza straniera e quindi non ariana.
I Romanì erano cittadini tedeschi come altri. Molte città possedevano accampamenti per zingari: a Berlino vi erano ad esempio quelli di Weißensee, Feldtmannstraße, Müllerstraße, Rennbahnstraße, Alt-Glienicke e Pankow-Heinersdorf. I Romanì tedeschi lavoravano come giocolieri nei circhi, erano danzatori, musicisti, e proprietari di sale da ballo, e questo permetteva loro anche una vita dignitosa. Alcuni avevano servito nell'esercito come soldati semplici o altri come ufficiali, possedendo decorazioni militari tedesche come la Croce di Ferro.

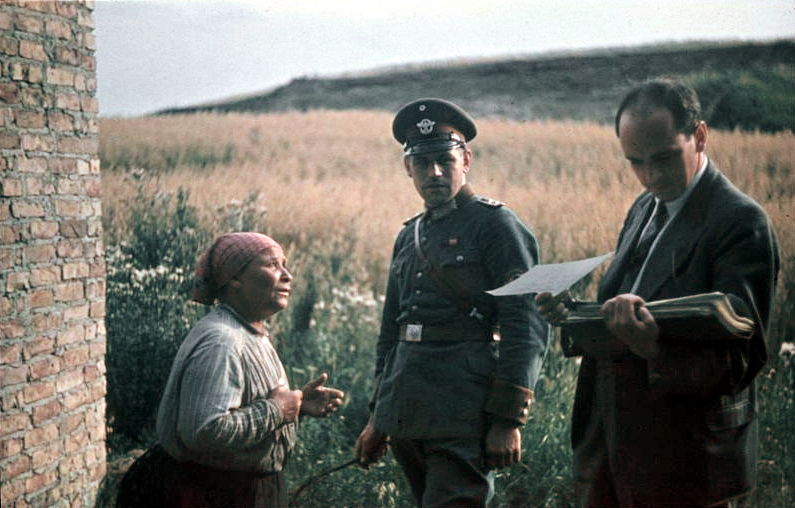
Il dott. Robert Ritter, con un poliziotto, identifica una rom. Donazione dell'Archivio Federale Tedesco (Deutsches Bundesarchiv)

A Monaco di Baviera il “Servizio informazioni sugli zingari”, un centro di studi e controllo sulla popolazione zingara istituito nel 1899, fu convertito nel 1929 in “Ufficio centrale per la lotta alla piaga zingara”. Questo centro venne utilizzato dai nazisti per attingere informazioni su Rom e Sinti in modo da trovare le motivazioni scientifiche attraverso cui sarebbe stato possibile avvalorare la tesi che afferma che i Romanì non appartenevano alla razza ariana e che quindi dovevano essere catalogati come "razza impura". Da quel momento ai Romanì non fu più permesso di passare da un accampamento all'altro senza il permesso della polizia.

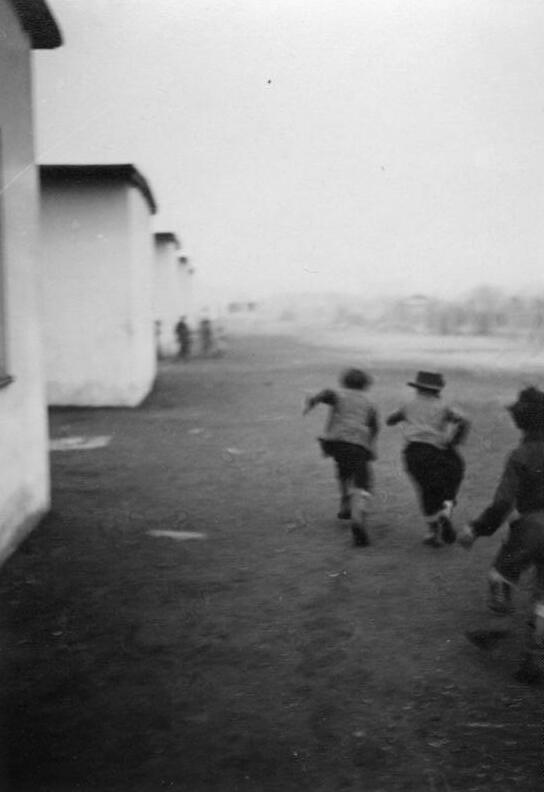
Bambini Rom che giocano in un campo di concentramento vicino a Düsseldorf, nel 1937.

Nel 1936 il dottor Hans Globke dichiarò che "gli zingari erano di sangue straniero" e nello stesso anno il ministero degli interni istituì a Berlino l'istituto di ricerca Rassenhygienische und bevölkerunsgbiologische Forschungsstelle (Istituto di ricerca sull'igiene razziale e la biologia della popolazione) diretto da Robert Ritter, psichiatra e neurologo di Tubinga. Questi, per le sue ricerche, si servì dell'“Ufficio centrale per la lotta alla piaga zingara” affiancato da Eva Justin, puericultrice diplomata che lo aiutò nei suoi studi sui bambini zingari prelevandoli dagli orfanotrofi.
Altre pietre miliari per il pregiudizio e la persecuzione dei Romanì furono poste in Germania nel 1938 dal libro razzista di Tobias Portschy: La questione zingara (Die Zigeunerfrage) che gli storici ritengono il testo ideologico «della persecuzione razziale dei Rom» e dall'articolo apparso sulla rivista medica Fortschitte der Erbathologie in cui Robert Ritter affermava «che non c'erano più zingari puri poiché avevano assimilato le caratteristiche peggiori delle popolazioni dei numerosi Paesi in cui avevano soggiornato nella loro secolare migrazione dall'India. Pertanto, non si potevano considerare "ariani puri" ma "ariani decaduti", appartenenti a una "razza degenerata"».
Ritter inoltre mise in guardia del pericolo che i Rom rappresentavano per tutta la società tedesca, rei d'altronde di essere portatori di un genere di gene estremamente pericoloso: l'istinto del nomadismo.
In Germania nel 1939 la documentazione storica certifica diversi gruppi di Rom discriminati: 13 000 Sinti, 8 000 zingari balcanici, 2 000 litautikker, 1 000 lalleri e 1 000 fra piccoli gruppi di drisari, lovari, medwasi e kelderari. Nell'ottobre del 1939, dopo l'occupazione della Polonia, le discriminazioni si estesero anche su quei territori e subito dopo su tutti gli altri territori occupati.
Fu così che nel 1940 per bloccare la diffusione di quella «minoranza degenerata, asociale e criminale» Ritter propose la sterilizzazione forzata di tutti i Rom. Nominato nel 1941 direttore dell'Istituto di biologia criminale, Ritter curò personalmente la redazione di 30 000 schede di Rom tedeschi su cui nella stragrande maggioranza scriveva la parola tedesca evak ovvero evacuata, eufemistica espressione per un viaggio che destinava i Rom ai lager in attesa di essere poi eliminati.

### Le leggi sulla razza
Il Porrajmos non venne mai classificato come una persecuzione razziale al pari di quella ebraica fino agli anni 1960, quando storici e studiosi come Miriam Novitch iniziarono a interessarsi a questo argomento allora poco noto o quasi totalmente sconosciuto. Molte sono le prove e i documenti che certificano invece il trattamento razziale che il Partito Nazionalsocialista Tedesco dei Lavoratori riservò ai Romanì. Nel giugno 1936 il ministero degli Interni affidò la questione zingara alle autorità, chiedendo di operare attraverso leggi speciali per risolvere il problema. Con il decreto del 14 dicembre 1937, in seguito alle ricerche del dottor Robert Ritter e dei suoi collaboratori, si affermava che i Romanì erano geneticamente criminali, e per questo dovevano essere messi agli arresti.
In una dichiarazione di Himmler, che risale invece al dicembre 1938, viene trattata la situazione dei Romanì tedeschi “sotto l'aspetto della loro purezza razziale”. Nei vari punti sviluppati vi sono anche quelli che vietano il rilascio di diplomi o di qualsiasi altra forma di attestato per artigiani senza residenza fissa, imponendo una sorta di identificazione razziale per riconoscere i portatori di “sangue zingaro”. In questo stesso anno cominciarono le deportazioni nei campi di concentramento di Buchenwald, Mauthausen-Gusen e Flossenbürg, la sede dell'“Ufficio centrale per la lotta alla piaga zingara” fu trasferito da Monaco a Berlino. A partire proprio dal 1938, anno dell'Anschluss, il regime si occupò tra le altre cose di limitare i territori occupabili dai Romanì, estendendo le nuove leggi a tutti i nuovi territori del regime.

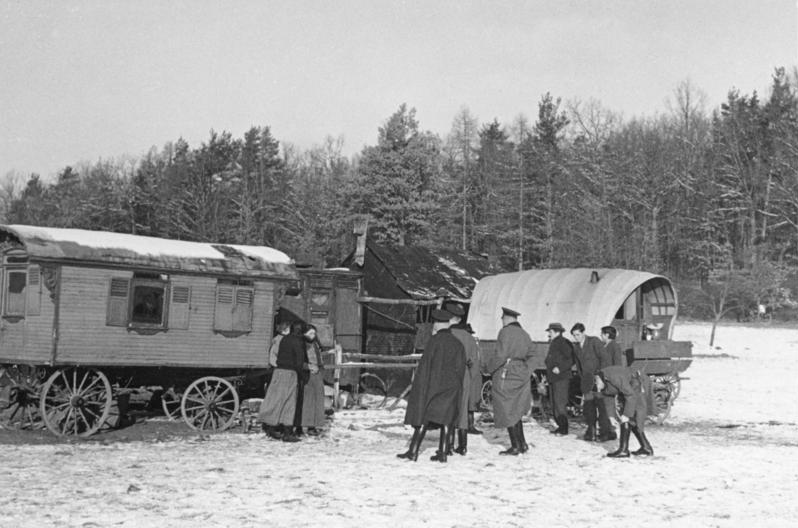
La polizia controlla carrozze di Rom

Nel 1939 fu creata la Reichszentrale zur Bekampfung des Zigeunerungwesens, un corpo speciale diverso dalla Polizia Criminale di Stato specializzata in un primo momento nel controllo e nella limitazione rigorosa dei tratti di pellegrinaggio delle carovane zingare e successivamente nelle persecuzioni vere e proprie. Il 17 ottobre dello stesso anno l'RSHA, l'Ufficio centrale per la sicurezza dello Stato, ordinò che i Romanì presenti in tutto il territorio del Reich fossero schedati e confinati in campi di internamento, in visione di una soluzione finale (la deportazione). Alcuni mesi dopo fu creato all'interno dello stesso RSHA un ufficio per la deportazione di ebrei, romaní e polacchi denominato IV-A4 e affidato ad Eichmann.
Il primo ordine di deportazione in Polonia fu firmato da Himmler il 27 aprile 1940, e prevedeva il trasferimento di 2 500 romaní, indicando il numero di persone che ogni comando di polizia doveva raggruppare, ricorrendo se necessario alla deportazioni di clan di zingari presenti nei territori vicini. Il 7 agosto 1941 Himmler stabilì inoltre che i Romanì fossero catalogati come puri (Z), mezzi zingari con predominanza di sangue zingaro (ZM+), mezzi zingari con predominanza di sangue ariano (ZM-) e misti con sangue per metà zingaro e per metà ariano (ZM).

#### La sterilizzazione
In una lettera risalente al 9 gennaio 1938, Portschy Gauleiter, un giurista austriaco, scrive al Ministro del Reich D. Lammers proponendo una legge che preveda la soluzione della sterilizzazione “per la questione zingara” dichiarando le specifiche ragioni scientifiche e sociali secondo cui le attitudini al vagabondaggio e alla criminalità erano di natura genetica. A fronte, inoltre, dell'alta ereditarietà che caratterizzava la razza romaní, la trasmissione del sangue impuro e portatore di malattie poteva essere fermata solo bloccando la proliferazione dei popoli romani
Fu ordinato di sterilizzare tutte le donne romaní sposate con uomini ariani presso la sede dell'ospedale di Düsseldorf-Lierenfeld, senza eccezioni per coloro che erano incinte e che morirono durante il trattamento. Successivamente, su proposta di Ritter, la sterilizzazione fu estesa a tutti i bambini che avevano superato il dodicesimo anno di età. Il trattamento avveniva solo dopo aver costretto le vittime a firmare un'autorizzazione, e queste firme vennero riutilizzate dai nazisti come prove per discolparsi durante il processo di Norimberga.
Questa pratica fu poi portata all'interno dei lager, anche ad Auschwitz, dove i documenti risalenti all'anno 1945 riportano i dati della sterilizzazione da parte del professor Clauberg su 130 donne rom, e a Ravensbrück dove le SS sterilizzarono 120 ragazze zigane.

#### La politica delle uccisioni di massa
Uno dei metodi prediletti dalle Einsatzgruppen durante l'attacco all'Unione Sovietica fu la fucilazione di massa. Questo fenomeno si spiega con il semplice fatto che i popoli romaní non essendo per cultura abituato a vivere in luoghi fissi e stazionari per lunghi periodi di tempo, tendeva a insorgere o a fuggire dai ghetti dove venivano reclusi durante l'avanzata delle armate del Reich. Tale comportamento spinse le autorità naziste a eliminare gruppi numerosi di romaní già fuori dai campi di concentramento, vista anche la loro grande conoscenza dei territori polacchi, che rappresentava un enorme margine di vantaggio per la fuga.
Questa forma di sterminio fu registrata per la prima volta in Volinia, dove più di cento romaní morirono per mano dei fascisti ucraini che collaboravano con le forze naziste.
Nel ghetto di Varsavia invece le prime uccisioni di massa si registrano dal 1942, come punizione per i fuggitivi dal ghetto o dai campi di concentramento e per coloro che, nonostante l'ordine di deportazione, continuavano a vivere di nascosto nei territori esterni ai luoghi di reclusione. Spesso la maggior parte dei Romanì deportati a Treblinka veniva fucilata prima di condurre il resto all'interno del campo.
Le uccisioni di massa erano fatte in modo da non lasciare testimoni, esclusi gli esecutori, ma i racconti di questa pratica sono pervenuti a noi grazie a pochi romaní riusciti a fuggire dalle esecuzioni o a testimoni casuali.
A partire dal 1942 i pochi dati raccolti che testimoniano le esecuzioni di massa parlano di 30 tra uomini, donne e bambini uccisi a Grochow alla periferia di Varsavia, altri furono fucilati nel 1943 a Fort Bema, più di una dozzina di famiglie vennero uccise nella foresta Bracki e Gizycki. A Sielce, vicino a Varsavia, sette famiglie romaní furono bruciate vive nelle loro abitazioni di legno. Altre testimonianze raccontano dei Romanì di Jadów che furono radunati in una sinagoga dove tutti gli uomini vennero fucilati; le donne e i bambini che riuscirono a fuggire verso Karczew furono uccisi nella notte dai poliziotti tedeschi che, dopo aver fucilato le donne, gettarono i bambini dalle finestre delle case in cui avevano cercato di nascondersi.

#### Berlino-Marzahn
Nel 1936, per ripulire la città di Berlino dalla "piaga zingara" in occasione dei giochi olimpici, più di 600 romanì furono rinchiusi in una ex discarica a Marzahn, un quartiere della città. La struttura, non essendo idonea al contenimento di un così elevato numero di persone, costrinse i Romanì a vivere in condizioni igieniche pietose, e dopo qualche mese Marzahn fu convertito in campo di concentramento.

### La deportazione

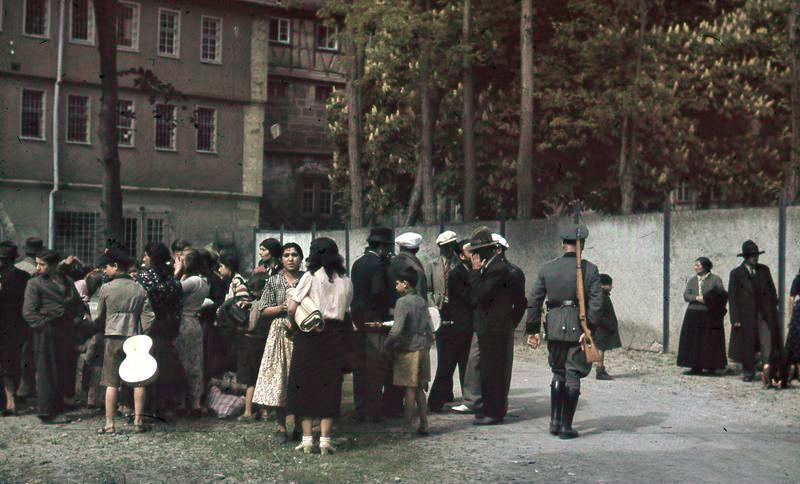
Asperg 22 aprile 1940: Sinti in attesa di essere deportati

Con la sua occupazione la Polonia divenne la prima meta per la deportazione dei Romanì polacchi, tedeschi e per quelli che provenivano dagli altri Paesi sconfitti dal regime nazista. I campi di concentramento a cui erano destinati i Romanì, oltre ad Auschwitz (Birkenau: settore Zigeunerlager), furono quelli di Treblinka, Belzec, Sobibor e Majdanek.
In questi ultimi, con la parziale esclusione di Majdanek, come Auschwitz campo di concentramento e di sterminio, essendo invece Treblinka, Belzec e Sobibor esclusivamente dei VL - ted. : Vernichtungslager - ovvero gli unici campi di solo sterminio della famigerata Aktion T4 di Heydrich, i Romanì deportati venivano quasi immediatamente condotti nelle camere a gas, ivi assassinati e i loro cadaveri bruciati su pire all'aperto (le gigantesche graticole di Treblinka, non molto diverse da quelle di Birkenau) o nei forni crematori, a causa del loro comportamento poco sottomesso e accondiscendente di fronte ai carnefici nazisti rispetto a quello mostrato dagli altri prigionieri.

#### Il ghetto di Łódź
Il ghetto di Łódź fu il primo a essere organizzato per lo sterminio di massa dei Romanì. Al suo interno vi era un'area speciale predisposta nel 1941, il "campo per gli Zingari".
Quest'area era separata dal resto del ghetto con una doppia rete di filo spinato e da un fosso pieno d'acqua. Non veniva ammesso nessuno che non fosse appartenente alla razza romaní, eccetto le forze armate naziste e pochissimi medici o infermieri che erano ebrei.
Molte delle deportazioni in questo ghetto furono decise da Eichmann in persona. I trasporti provenivano da cinque campi di transito austriaci, il primo dei quali comprendeva circa 200 famiglie per un totale di 1 000 persone, arrivando da Hartberg il 5 novembre del 1941. Il giorno dopo giunse un secondo trasporto proveniente da Fürstenfeld con un carico di 147 famiglie. Il terzo trasporto arrivò il giorno dopo, da Mattersburg, per un totale sempre di un migliaio di persone tra donne e bambini. Questa volta però i prigionieri poterono scendere dai vagoni merci del treno solo il giorno seguente, dopo avervi trascorso la notte in condizioni pessime. Il quarto trasporto proveniente da Roten Thurm arrivò al ghetto il 9 novembre con 160 famiglie e nello stesso giorno vi fu l'ultimo trasporto proveniente da Oberwart con 172 famiglie.
Il ghetto contava ora circa 5 000 romaní, tra Kaldaresh, Lovari e Sinti; più di 2 000 erano bambini.
Dopo pochi mesi nel campo degli zingari scoppiò un'epidemia di tifo a causa delle pessime condizioni igieniche e della mancanza di cure mediche. In seguito fu ordinato al dipartimento di sanità del ghetto di inviare medici ebrei nel campo zingaro, dove però il loro compito non fu quello di curare i malati, ma di firmare certificati di morte che accertassero molti dei decessi per malattia. In realtà oltre ai morti di tifo, molti cadaveri portavano i segni dell'impiccagione. Il Kripo infatti ordinava ogni giorno agli stessi romaní di impiccare i propri cari nella fucina del campo.
Il ghetto di Łódź durò fino al 1943, quando tutti i superstiti furono trasportati nello Zigeunerlager di Auschwitz.

#### Il ghetto di Varsavia
Per i Romanì si trattò di un luogo di passaggio prima di essere deportati nel campo di Treblinka e non di un vero e proprio ghetto di reclusione. I gruppi nomadi vennero raccolti nel ghetto di Varsavia a partire dal 1941, e nell'anno successivo si contavano circa 1 800 prigionieri romaní,  Durante il loro breve soggiorno nel ghetto i Romanì dovevano indossare una fascia al braccio con la lettera Z, in modo da poter essere riconosciuti dai prigionieri ebrei al momento del trasferimento nel vicino campo di concentramento.

## Auschwitz
Con il decreto Auschwitz del 16 dicembre 1942 promulgato da Himmler, tutti i Romanì del Reich, eccetto quei pochi che lavoravano nelle imprese belliche tedesche, furono deportati a Birkenau. I gruppi di romaní sopravvissuti alle fucilazioni di massa e ai ghetti provenivano da tutti i Paesi sotto il controllo del regime nazista, dal Belgio, dai Paesi Bassi e dalla Francia.
Il primo gruppo di romaní giunse a Birkenau il 26 febbraio 1943. All'arrivo nel campo i Romanì non venivano né smistati a seconda del sesso o dell'età né rasati a zero, ma venivano condotti tutti indistintamente nello Zigeunerlager. Solo a loro e agli ebrei del ghetto di Theresienstadt fu permesso di vivere in gruppi familiari all'interno del lager. Venivano distinti all'arrivo con un triangolo nero cucito sulla divisa, il quale rappresentava il gruppo dei cosiddetti "asociali". Ai Romanì, oltre al numero, veniva tatuata la "Z" di Zigeuner. Sebbene molti romaní fossero sfruttati dai nazisti per la loro forza e la loro grande produttività nelle attività lavorative, alcuni di loro considerati misti erano destinati all'eliminazione.

### Lo Zigeunerlager
Si trattava di uno dei settori di Birkenau che era diviso in BI e BII. Il settore BIIe era quello riservato ai Romanì e fu il primo a essere attivato. I lavori di costruzione erano cominciati nel dicembre del 1942 impiegando gli stessi prigionieri del campo di Birkenau.
Lo Zigeunerlager era formato da una fila di baracche con una latrina e dei lavatoi, due cucine e uno spazio per l'appello. Queste caratteristiche rendevano lo Zigeunerlager un "campo nel campo". Non veniva effettuato l'appello mattutino ma solo quando lo ordinavano le SS. I Romanì vivevano raggruppati per clan e le donne potevano partorire, uniche in tutta Auschwitz ad avere questo privilegio. i Romanì non partecipavano ai gruppi di lavoro, ma in compenso furono abbandonati a sé stessi in condizioni indescrivibili. La totale mancanza di cibo e di cure mediche faceva sì che il campo fosse continuamente colpito da tremende epidemie, registrando nello Zigeunerlager un indice di mortalità più alto del resto del lager. Il limite di capienza che ammontava a circa 10 000 persone fu superato in pochissimi mesi dall'inizio delle deportazioni. All'interno dello Zigeunerlager vi era un blocco riservato alle partorienti:
(Hermann Langbein)
Questo trattamento singolare riservato ai Romanì serviva anche a mantenere in loro l'illusione di una reclusione "tranquilla", onde evitare l'insorgere di rivolte e ribellioni. Sempre per questo motivo non erano permessi contatti con gli altri detenuti, per evitare che venissero a conoscenza dell'esistenza delle camere a gas o dei forni crematori che erano continuamente in attività.

### Il dottor Mengele
Nel marzo del 1943 il dottor Josef Mengele divenne il capo dei medici del campo zingari, che rappresentava la massima autorità sanitaria dello Zigeunerlager. Uno dei motivi per cui ai Romanì fu permesso di vivere in gruppi familiari fu quello di permettere al dottor Mengele di condurre i propri studi sui bambini, e soprattutto sui gemelli. Fu lo stesso Mengele a ordinare che ai bambini romaní gemelli fosse tatuata la sigla ZW (Zwilling). La particolare attenzione medica riservata ai Romanì era dovuta alla loro presunta appartenenza alla razza pura degenerata, per questo furono sottoposti a specifici esperimenti genetici.
Ordinò di far filmare i Romanì durante le loro giornate e faceva loro visita regolarmente nello Zigeunerlager. I bambini che fino a quel momento risiedevano nel kinderblock furono spostati in un blocco più vicino al laboratorio di Mengele per ragioni medico-scientifiche, mentre le sperimentazioni avvenivano nella baracca adibita alla sauna. Furono inoltre allestiti dei Kindergarten per tenerli occupati tra un esperimento e l'altro e vennero sottoposti a una dieta speciale. Ogni bambino veniva ritratto da una pittrice austriaca poiché Mengele lo riteneva un metodo più realistico rispetto a una fotografia.
Una bambina romaní, sottoposta a esperimenti sul vaccino per la malaria, descrive così la sua tragica esperienza:
(Barbara Richter)
Venivano condotte prove antropometriche, esperimenti sull'ereditarietà per comprovare la superiorità dei caratteri razziali su quelli ambientali fino ad arrivare agli scambi di sangue tra individui. Nel caso dei gemelli tutte le sperimentazioni per essere valide dovevano terminare con il decesso contemporaneo di entrambi, che avveniva con un'iniezione di fenolo nel cuore in modo da facilitare l'esame degli organi interni.

#### I lavori fuori dal lager
Durante il 1943 diverse centinaia di romaní vennero mandati a lavorare nelle cave di pietra di Mauthausen.

### La rivolta del 1944
Prima della liquidazione dei Romanì di Birkenau, pianificata per il maggio del 1944, vennero trasferiti negli altri campi del Reich tutti quelli ancora idonei a lavorare. Ma l'allora lager führer Georg Bonigut avvertì i Romanì dell'imminente arrivo delle SS. Così il 16 maggio i Romanì, organizzandosi e munendosi con qualsiasi attrezzatura potesse essere usata come arma di difesa, riuscirono momentaneamente a contrastare le SS.
L'eliminazione dei Romanì fu tuttavia solo posticipata al 2 agosto dello stesso anno. Prima di questa data i nazisti decisero di dividere la popolazione romaní, trasferendo più di 1 000 individui a Buchenwald in modo tale da togliere forze fresche pronte a resistere nuovamente. La notte del 2 agosto, 2 897 romaní tra uomini, donne e bambini trovarono la morte nel crematorio numero 5, quello più vicino allo Zigeunerlager.
Gli ebrei italiani che testimoniano di quella notte collocano questo evento tra i ricordi più tristi. i Romanì erano coloro che suonavano, cantavano, e che con le voci dei propri bambini regalavano un po' di vita a Birkenau; dopo la loro eliminazione il lager cadde nel silenzio.

## La persecuzione in Italia
Le prime disposizioni per la persecuzione e l'internamento per i Romanì in Italia furono emanate l'11 settembre 1940. Una circolare telegrafica firmata dal capo della polizia Arturo Bocchini e indirizzata a tutte le prefetture del Paese conteneva un chiaro riferimento all'internamento di tutti i Romanì italiani a causa dei loro comportamenti antinazionali e alle loro implicazioni in reati gravi. Nella circolare venne ordinato il rastrellamento di tutti gli romaní, nel minor tempo possibile, provincia dopo provincia.
Il 27 aprile 1941 fu emanata un'altra circolare da parte del Ministero dell'Interno con indicazioni riguardanti l'internamento dei Romanì.
In un articolo pubblicato nel 1941, l'antropologo fascista Guido Landra manifestò adesione alle teorie razziste del Terzo Reich; secondo Landra, gli "zingari" «sembrano come noi, ma in realtà, sono gruppi di persone che rappresentano un apporto negativo alla razza».

### Contro glizingari stranieri
La politica di discriminazione fascista si basò principalmente sulla presenza dello zingaro straniero nel territorio italiano. Con l'invasione della Jugoslavia del 1941 e la conseguente fuga dei Romanì da quei territori in Italia, le forze armate fasciste acuirono le già preesistenti misure di controllo verso i Romanì per provvedere all'invasione di quelli stranieri. Infatti, mentre per i Romanì italiani fu ordinata la reclusione nei campi di internamento, per quelli stranieri era prevista l'espulsione.

### I luoghi di detenzione in Italia
Negli anni è stato possibile ricostruire una lista abbastanza completa dei luoghi di detenzione per romaní che c'erano in Italia. Testimonianze romaní parlano di campi di detenzione ad Agnone nel convento di San Bernardino, in Sardegna a Perdasdefogu, nelle province di Teramo a Tossicia, a Campobasso, a Montopoli di Sabina, Viterbo, Colle Fiorito nella provincia di Roma e nelle isole Tremiti. A seguito dell'occupazione tedesca nel territorio italiano, molti campi dell'Italia centrale e meridionale furono smantellati in vista dell'arrivo degli Alleati e pertanto esistono pochissime prove della loro esistenza. Da quel momento in poi la maggior parte dei Romanì internati in Italia fu trasferita nei campi nazisti, passando da Gries a Bolzano.
L'unico campo di cui possediamo dati e documenti precisi grazie agli archivi comunali è quello di Tossicia. Entrò in funzione il 21 ottobre del 1940 e le prime deportazioni romaní furono registrate nell'estate del 1942. La presenza di detenuti romaní è documentata anche nel campo di Ferramonti di Tarsia, attivo dal 1940 al 1943.
Ad Agnone i Romanì vennero utilizzati per piazzare intorno al campo le mine che dovevano fermare l'avanzata degli Alleati. Chi disobbediva alle regole veniva fucilato; solo qualcuno si salvò perché le pene venivano commutate spesso all'ultimo momento in bastonature o in segregazione, per non perdere forza lavoro.
Dei campi di detenzione che si trovavano nell'Italia meridionale si hanno alcune lettere amministrative riguardanti quello di Boiano nella provincia di Campobasso. Grazie alle lettere di corrispondenza tra le autorità della provincia e il ministero, gli studiosi sono venuti a conoscenza del fatto che il prefetto di Campobasso fu tra i primi a rispondere alla circolare sull'internamento della popolazione romaní, assicurando che il campo di Boiano metteva a disposizione posti a sufficienza per 250 internati, ma viste le abitudini già precarie dei Romanì, il numero di posti liberi poteva arrivare a 300. Una lettera urgente del ministero datata il 6 ottobre del 1940 informò però che il campo di Boiano doveva essere utilizzato per altri internati e non per i Romanì. Lo stesso ordine arrivò ad alcuni campi nella provincia di Udine a causa degli interessi militari concentrati in quelle zone vicini ai confini.
La persecuzione dei popoli romaní durante il fascismo rappresenta tuttora «un elemento poco raccontato e scarsamente conosciuto, che ha comunque pesantemente influenzato la vita delle comunità italiane. Basti pensare che alla fine della guerra, seppur usciti vivi dai campi di concentramento del duce, Sinti e Rom avevano perso tutti i propri averi, compresi cavalli e carovane, indispensabili per i propri lavori itineranti».

## I Romanì nella Resistenza
Molti furono i Romanì che, scampati dalle deportazioni di massa, si unirono alla Resistenza. La loro conoscenza dei territori, soprattutto di quelli dell'Europa orientale, li rese indispensabili come staffette, per non parlare della loro capacità di lavorare in gruppo e della loro forza.
Dopo l'attacco all'Unione Sovietica gli attacchi da parte dei partigiani crebbero e le reazioni delle Einsatzgruppen divennero sempre più feroci. I Romanì, già considerati spie a causa della loro natura itinerante, furono tra i bersagli principali delle spietate armate tedesche che condannavano alla fucilazione chiunque fosse sospettato di spionaggio o di aiutare i partigiani.
Secondo i rapporti scritti sulle attività delle Einsatzgruppen che ci sono pervenuti, le fucilazioni indiscriminate per sospetto di spionaggio divennero talmente frequenti che fu ordinato di interrogare i sospettati davanti agli ufficiali, prima di passare all'esecuzione. I soldati tuttavia continuarono a identificare qualsiasi zingaro come un partigiano o una spia e a riservagli il solito trattamento, finché nel 1941, durante un incontro tra ufficiali tedeschi, il capo dell'Einsatzkommando 8 formalizzò che qualunque girovago, se sprovvisto di documenti di identità adeguati, doveva essere ritenuto partigiano e quindi fucilato, in quanto minaccia per i piani di conquista del Reich. Questo non fece altro che legittimare le carneficine messe in atto dai nazisti, che non risparmiarono donne e bambini.

## Vittime e memoria

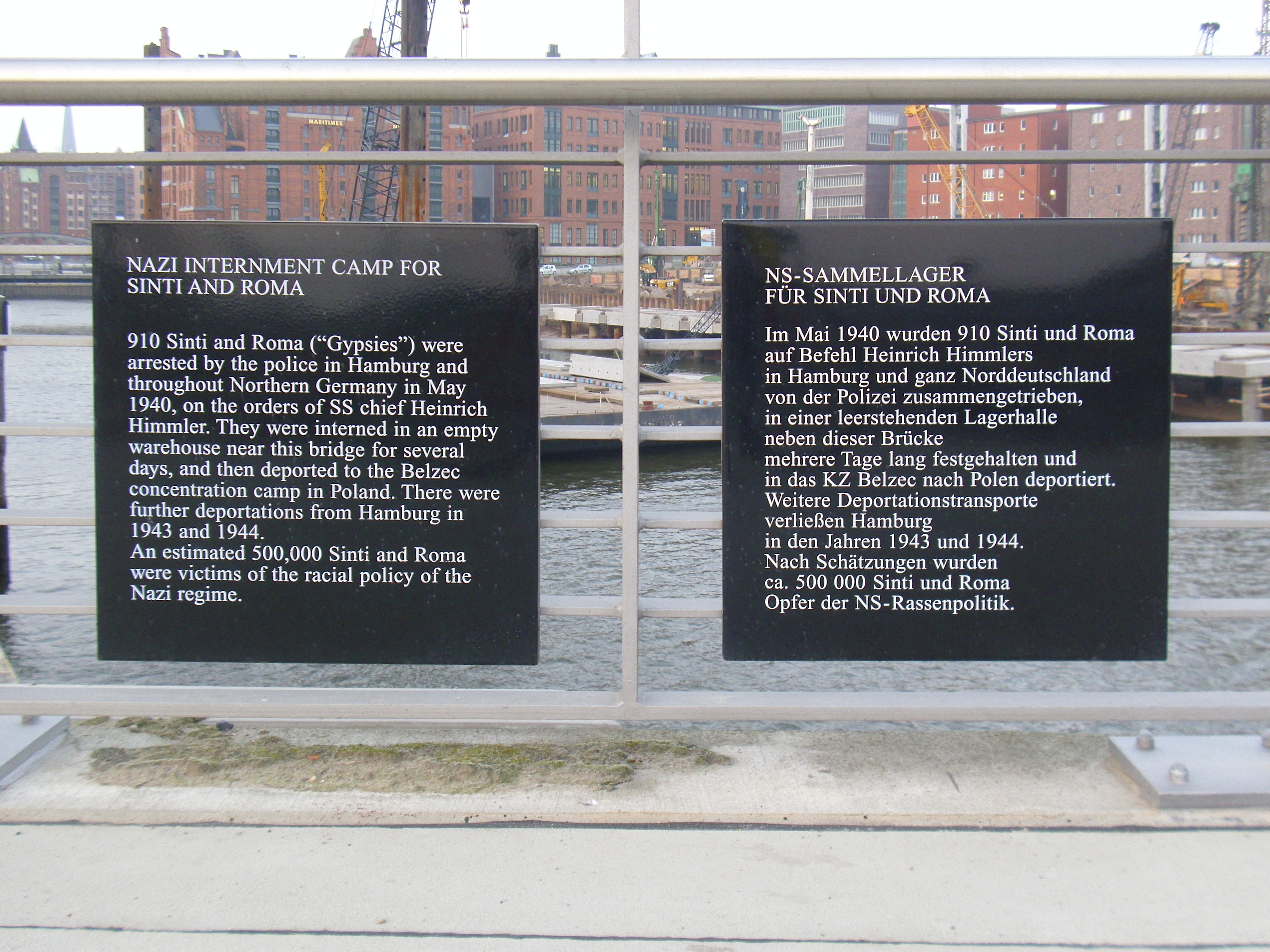
Targhe commemorative per Sinti e Rom

Le cifre approssimative raccolte dai ricercatori negli anni parlano di circa 500 000 morti tra i popoli romanì a causa dello sterminio nazista.
Trentamila trovarono la morte nei campi di concentramento in Polonia a Sobibor, Bełżec e Treblinka.
Più di 7 000 romaní trovarono la morte ad Auschwitz durante le epidemie di tifo e tubercolosi che colpirono lo Zigeunerlager nel 1943 a causa delle cure inesistenti e delle pessime condizioni igieniche. L'unica cura per chi si ammalava era la camera a gas.
In base alla documentazione che abbiamo, possiamo dire che, degli oltre 22 000 romaní deportati a Birkenau, 20 000 trovarono la morte nel lager.

### Le testimonianze

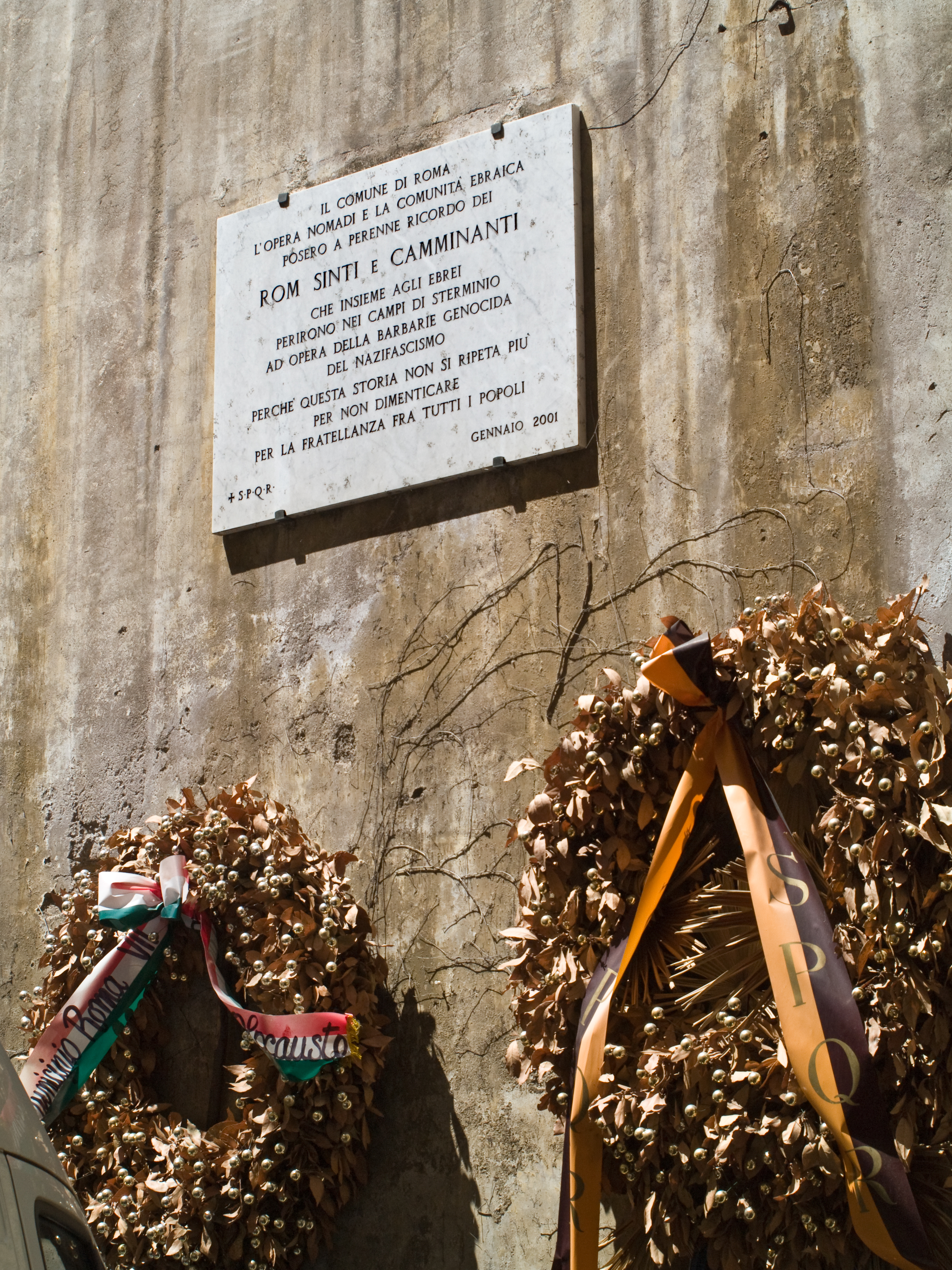
Targa a cura di Comune di Roma, Opera Nomadi e Comunità ebraica in via dei Romanì a Roma, a commemorazione di Rom, Sinti e Camminanti

Sin dal primo processo di Norimberga, (20 novembre 1945 - 1º ottobre 1946), il procuratore statunitense colonnello Wheeler ebbe occasione di citare i Romanì (gypsies) come uno dei gruppi oggetto di persecuzione da parte del regime nazista accomunandoli agli altri gruppi di perseguitati: ebrei, "Bibelforscher" (Testimoni di Geova), politici, omosessuali, asociali e criminali abituali.
Tuttavia, essendo la cultura zingara prettamente orale, è stato particolarmente difficile per gli storici farsi un quadro completo e articolato del Porajmos attraverso testimonianze e informazioni orali che spesso, per dolore e riservatezza, vennero prodotte solo a distanza di anni.
Molte informazioni che risultavano frammentarie sono state rielaborate mettendo insieme tutte le testimonianze raccolte negli anni successivi alla guerra, ed è grazie a questo lavoro di ricostruzione che noi oggi abbiamo abbastanza materiale per poter conoscere il genocidio dei Popoli romanì sotto il nazismo.

### I musei dell'olocausto
Molti importanti musei dell'olocausto nel mondo oltre alla documentazione sullo sterminio nazista degli ebrei, contengono importanti "collezioni" sugli eccidi nazisti poco conosciuti, quelli "delle vittime dimenticate" in cui rientra anche lo sterminio dei Romanì. Uno dei più importanti musei del mondo, l'United States Holocaust Memorial Museum (USHMM), il museo dell'olocausto ufficiale degli Stati Uniti d'America ha dedicato un'ampia collezione alla persecuzione nazista del Popoli romaní.